# Supercopa de Japón 2025
La Supercopa de Japón 2025,  (en japonés : 富士フイルム スーパーカップ 2025, romanizado: Fuji Fuirumu Sūpā Kappu Ni Sen Ni Juu Go) conocida como «Fujifilm SuperCup 2025» por razones de patrocinio, fue la trigésima segunda edición de la supercopa japonesa desde su reestrablecimiento en 1993.
El duelo enfrentó a Vissel Kobe (campeón de la Copa del Emperador 2024 y de la J1 League 2024) y al subcampeón de la J1 League Sanfrecce Hiroshima. El partido se disputó en el Estadio Nacional de Tokio el 8 de febrero de 2025.

## Partido
| 8 de febrero de 2024 | Vissel Kobe | 0 – 2 | Sanfrecce Hiroshima    | Estadio Olímpico, Tokio                                       |                                                               |
| 13:35 (UTC+9)        |             |       | Arslan 12' · Araki 70' | Asistencia: 53 343 espectadores Árbitro(s): Takafumi Mikuriya | Asistencia: 53 343 espectadores Árbitro(s): Takafumi Mikuriya |

### Ficha
| 21    | POR   | Shota Arai        |     |
| 44    | DEF   | Mitsuki Hidaka    | 85' |
| 4     | DEF   | Tetsushi Yamakawa |     |
| 31    | DEF   | Takuya Iwanami    |     |
| 20    | DEF   | Yuta Koike        | 64' |
| 22    | MED   | Haruka Motoyama   | 64' |
| 5     | MED   | Mitsuki Saito     |     |
| 30    | MED   | Kakeru Yamauchi   |     |
| 2     | DEL   | Nansei Iino       | 46' |
| 35    | DEL   | Niina Tominaga    |     |
| 13    | DEL   | Daiju Sasaki      | 64' |
| D. T. | D. T. | Takayuki Yoshida  |     |

| 1     | Guardameta     | Keisuke Osako    |     |
| 19    | Defensa        | Daiju Sasaki     |     |
| 4     | Defensa        | Hayato Araki     |     |
| 3     | Defensa        | Tsukasa Shiotani |     |
| 24    | Centrocampista | Shunki Higashi   | 69' |
| 14    | Centrocampista | Satoshi Tanaka   | 69' |
| 35    | Centrocampista | Yotaro Nakajima  |     |
| 15    | Centrocampista | Shuto Nakano     | 89' |
| 30    | Centrocampista | Tolgay Arslan    | 76' |
| 51    | Centrocampista | Mutsuki Kato     | 89' |
| 9     | Delantero      | Ryo Germain      |     |
| D. T. | D. T.          | Michael Skibbe   |     |

| 14 | Centrocampista | Koya Yuruki    | 46' |
| 24 | Defensa        | Gotoku Sakai   | 64' |
| 10 | Delantero      | Yuya Osako     | 64' |
| 11 | Delantero      | Yoshinori Muto | 64' |
| 25 | Centrocampista | Yuta Kawasaki  | 85' |

| 18 | Centrocampista | Daiki Suga      | 69' |
| 6  | Centrocampista | Hayao Kawabe    | 69' |
| 39 | Delantero      | Sota Nakamura   | 76' |
| 13 | Centrocampista | Naoto Arai      | 89' |
| 32 | Centrocampista | Sota Koshimichi | 89' |

| 12' · 70' | Tolgay Arslan Hayato Araki | 0-1 0-2 |

| 59' · 78' · 87' | Tetsushi Yamakawa Mitsuki Saito Takuya Iwanami |

| Principal  | Takafumi Mikuriya |
| Asistentes | Masaru Hasegawa   |
|            | Satoshi Michiyama |
| Cuarto     | Koei Koya         |

| VAR            | Futoshi Nakamura |
| Asistentes VAR | Ryo Hirama       |

|  |                    |     |     |
|  | Tiros              | 7   | 21  |
|  | Tiros a puerta     | 3   | 6   |
|  | Faltas             | 12  | 7   |
|  | Saques de esquina  | 4   | 5   |
|  | Penaltis           | 0   | 0   |
|  | Fueras de juego    | 4   | 15  |
|  | Posesión del balón | 41% | 59% |

| 21    | POR   | Shota Arai        |     |
| 44    | DEF   | Mitsuki Hidaka    | 85' |
| 4     | DEF   | Tetsushi Yamakawa |     |
| 31    | DEF   | Takuya Iwanami    |     |
| 20    | DEF   | Yuta Koike        | 64' |
| 22    | MED   | Haruka Motoyama   | 64' |
| 5     | MED   | Mitsuki Saito     |     |
| 30    | MED   | Kakeru Yamauchi   |     |
| 2     | DEL   | Nansei Iino       | 46' |
| 35    | DEL   | Niina Tominaga    |     |
| 13    | DEL   | Daiju Sasaki      | 64' |
| D. T. | D. T. | Takayuki Yoshida  |     |

| 1     | Guardameta     | Keisuke Osako    |     |
| 19    | Defensa        | Daiju Sasaki     |     |
| 4     | Defensa        | Hayato Araki     |     |
| 3     | Defensa        | Tsukasa Shiotani |     |
| 24    | Centrocampista | Shunki Higashi   | 69' |
| 14    | Centrocampista | Satoshi Tanaka   | 69' |
| 35    | Centrocampista | Yotaro Nakajima  |     |
| 15    | Centrocampista | Shuto Nakano     | 89' |
| 30    | Centrocampista | Tolgay Arslan    | 76' |
| 51    | Centrocampista | Mutsuki Kato     | 89' |
| 9     | Delantero      | Ryo Germain      |     |
| D. T. | D. T.          | Michael Skibbe   |     |

| 14 | Centrocampista | Koya Yuruki    | 46' |
| 24 | Defensa        | Gotoku Sakai   | 64' |
| 10 | Delantero      | Yuya Osako     | 64' |
| 11 | Delantero      | Yoshinori Muto | 64' |
| 25 | Centrocampista | Yuta Kawasaki  | 85' |

| 18 | Centrocampista | Daiki Suga      | 69' |
| 6  | Centrocampista | Hayao Kawabe    | 69' |
| 39 | Delantero      | Sota Nakamura   | 76' |
| 13 | Centrocampista | Naoto Arai      | 89' |
| 32 | Centrocampista | Sota Koshimichi | 89' |

| 12' · 70' | Tolgay Arslan Hayato Araki | 0-1 0-2 |

| 59' · 78' · 87' | Tetsushi Yamakawa Mitsuki Saito Takuya Iwanami |

| Principal  | Takafumi Mikuriya |
| Asistentes | Masaru Hasegawa   |
|            | Satoshi Michiyama |
| Cuarto     | Koei Koya         |

| VAR            | Futoshi Nakamura |
| Asistentes VAR | Ryo Hirama       |

|  |                    |     |     |
|  | Tiros              | 7   | 21  |
|  | Tiros a puerta     | 3   | 6   |
|  | Faltas             | 12  | 7   |
|  | Saques de esquina  | 4   | 5   |
|  | Penaltis           | 0   | 0   |
|  | Fueras de juego    | 4   | 15  |
|  | Posesión del balón | 41% | 59% |

| 21    | POR   | Shota Arai        |     |
| 44    | DEF   | Mitsuki Hidaka    | 85' |
| 4     | DEF   | Tetsushi Yamakawa |     |
| 31    | DEF   | Takuya Iwanami    |     |
| 20    | DEF   | Yuta Koike        | 64' |
| 22    | MED   | Haruka Motoyama   | 64' |
| 5     | MED   | Mitsuki Saito     |     |
| 30    | MED   | Kakeru Yamauchi   |     |
| 2     | DEL   | Nansei Iino       | 46' |
| 35    | DEL   | Niina Tominaga    |     |
| 13    | DEL   | Daiju Sasaki      | 64' |
| D. T. | D. T. | Takayuki Yoshida  |     |

| 1     | Guardameta     | Keisuke Osako    |     |
| 19    | Defensa        | Daiju Sasaki     |     |
| 4     | Defensa        | Hayato Araki     |     |
| 3     | Defensa        | Tsukasa Shiotani |     |
| 24    | Centrocampista | Shunki Higashi   | 69' |
| 14    | Centrocampista | Satoshi Tanaka   | 69' |
| 35    | Centrocampista | Yotaro Nakajima  |     |
| 15    | Centrocampista | Shuto Nakano     | 89' |
| 30    | Centrocampista | Tolgay Arslan    | 76' |
| 51    | Centrocampista | Mutsuki Kato     | 89' |
| 9     | Delantero      | Ryo Germain      |     |
| D. T. | D. T.          | Michael Skibbe   |     |

| 14 | Centrocampista | Koya Yuruki    | 46' |
| 24 | Defensa        | Gotoku Sakai   | 64' |
| 10 | Delantero      | Yuya Osako     | 64' |
| 11 | Delantero      | Yoshinori Muto | 64' |
| 25 | Centrocampista | Yuta Kawasaki  | 85' |

| 18 | Centrocampista | Daiki Suga      | 69' |
| 6  | Centrocampista | Hayao Kawabe    | 69' |
| 39 | Delantero      | Sota Nakamura   | 76' |
| 13 | Centrocampista | Naoto Arai      | 89' |
| 32 | Centrocampista | Sota Koshimichi | 89' |

| 12' · 70' | Tolgay Arslan Hayato Araki | 0-1 0-2 |

| 59' · 78' · 87' | Tetsushi Yamakawa Mitsuki Saito Takuya Iwanami |

| Principal  | Takafumi Mikuriya |
| Asistentes | Masaru Hasegawa   |
|            | Satoshi Michiyama |
| Cuarto     | Koei Koya         |

| VAR            | Futoshi Nakamura |
| Asistentes VAR | Ryo Hirama       |

|  |                    |     |     |
|  | Tiros              | 7   | 21  |
|  | Tiros a puerta     | 3   | 6   |
|  | Faltas             | 12  | 7   |
|  | Saques de esquina  | 4   | 5   |
|  | Penaltis           | 0   | 0   |
|  | Fueras de juego    | 4   | 15  |
|  | Posesión del balón | 41% | 59% |

| 21    | POR   | Shota Arai        |     |
| 44    | DEF   | Mitsuki Hidaka    | 85' |
| 4     | DEF   | Tetsushi Yamakawa |     |
| 31    | DEF   | Takuya Iwanami    |     |
| 20    | DEF   | Yuta Koike        | 64' |
| 22    | MED   | Haruka Motoyama   | 64' |
| 5     | MED   | Mitsuki Saito     |     |
| 30    | MED   | Kakeru Yamauchi   |     |
| 2     | DEL   | Nansei Iino       | 46' |
| 35    | DEL   | Niina Tominaga    |     |
| 13    | DEL   | Daiju Sasaki      | 64' |
| D. T. | D. T. | Takayuki Yoshida  |     |

| 1     | Guardameta     | Keisuke Osako    |     |
| 19    | Defensa        | Daiju Sasaki     |     |
| 4     | Defensa        | Hayato Araki     |     |
| 3     | Defensa        | Tsukasa Shiotani |     |
| 24    | Centrocampista | Shunki Higashi   | 69' |
| 14    | Centrocampista | Satoshi Tanaka   | 69' |
| 35    | Centrocampista | Yotaro Nakajima  |     |
| 15    | Centrocampista | Shuto Nakano     | 89' |
| 30    | Centrocampista | Tolgay Arslan    | 76' |
| 51    | Centrocampista | Mutsuki Kato     | 89' |
| 9     | Delantero      | Ryo Germain      |     |
| D. T. | D. T.          | Michael Skibbe   |     |

| 14 | Centrocampista | Koya Yuruki    | 46' |
| 24 | Defensa        | Gotoku Sakai   | 64' |
| 10 | Delantero      | Yuya Osako     | 64' |
| 11 | Delantero      | Yoshinori Muto | 64' |
| 25 | Centrocampista | Yuta Kawasaki  | 85' |

| 18 | Centrocampista | Daiki Suga      | 69' |
| 6  | Centrocampista | Hayao Kawabe    | 69' |
| 39 | Delantero      | Sota Nakamura   | 76' |
| 13 | Centrocampista | Naoto Arai      | 89' |
| 32 | Centrocampista | Sota Koshimichi | 89' |

| 12' · 70' | Tolgay Arslan Hayato Araki | 0-1 0-2 |

| 59' · 78' · 87' | Tetsushi Yamakawa Mitsuki Saito Takuya Iwanami |

| Principal  | Takafumi Mikuriya |
| Asistentes | Masaru Hasegawa   |
|            | Satoshi Michiyama |
| Cuarto     | Koei Koya         |

| VAR            | Futoshi Nakamura |
| Asistentes VAR | Ryo Hirama       |

|  |                    |     |     |
|  | Tiros              | 7   | 21  |
|  | Tiros a puerta     | 3   | 6   |
|  | Faltas             | 12  | 7   |
|  | Saques de esquina  | 4   | 5   |
|  | Penaltis           | 0   | 0   |
|  | Fueras de juego    | 4   | 15  |
|  | Posesión del balón | 41% | 59% |

|                                        |
| Bandera de Prefectura de Hiroshima     |
| Campeón Sanfrecce Hiroshima 5.º título |